# Duga Resa
Duga Resa ist eine Stadt im mittleren Teil Kroatiens, die zur Gespanschaft Karlovac gehört.
Nach der Volkszählung von 2011 hat Duga Resa 11.180 Einwohner. Die Bevölkerungsmehrheit stellen mit 97,39 % die Kroaten.
Duga Resa enthält folgende 28 Siedlungen:
- Belajska Vinica
- Belavići
- Bošt
- Cerovački Galovići
- Donje Mrzlo Polje Mrežn.
- Donji Zvečaj
- Duga Resa
- Dvorjanci
- Galović Selo
- Gorica
- Gornje Mrzlo Polje Mrežn.
- Grganjica
- Gršćaki
- Kozalj Vrh
- Lišnica
- Mihalić Selo
- Mrežničke Poljice
- Mrežnički Brig
- Mrežnički Novaki
- Mrežnički Varoš
- Mrežničko Dvorište
- Novo Brdo Mrežničko
- Pećurkovo Brdo
- Petrakovo Brdo
- Sveti Petar Mrežnički
- Šeketino Brdo
- Venac Mrežnički
- Zvečaj

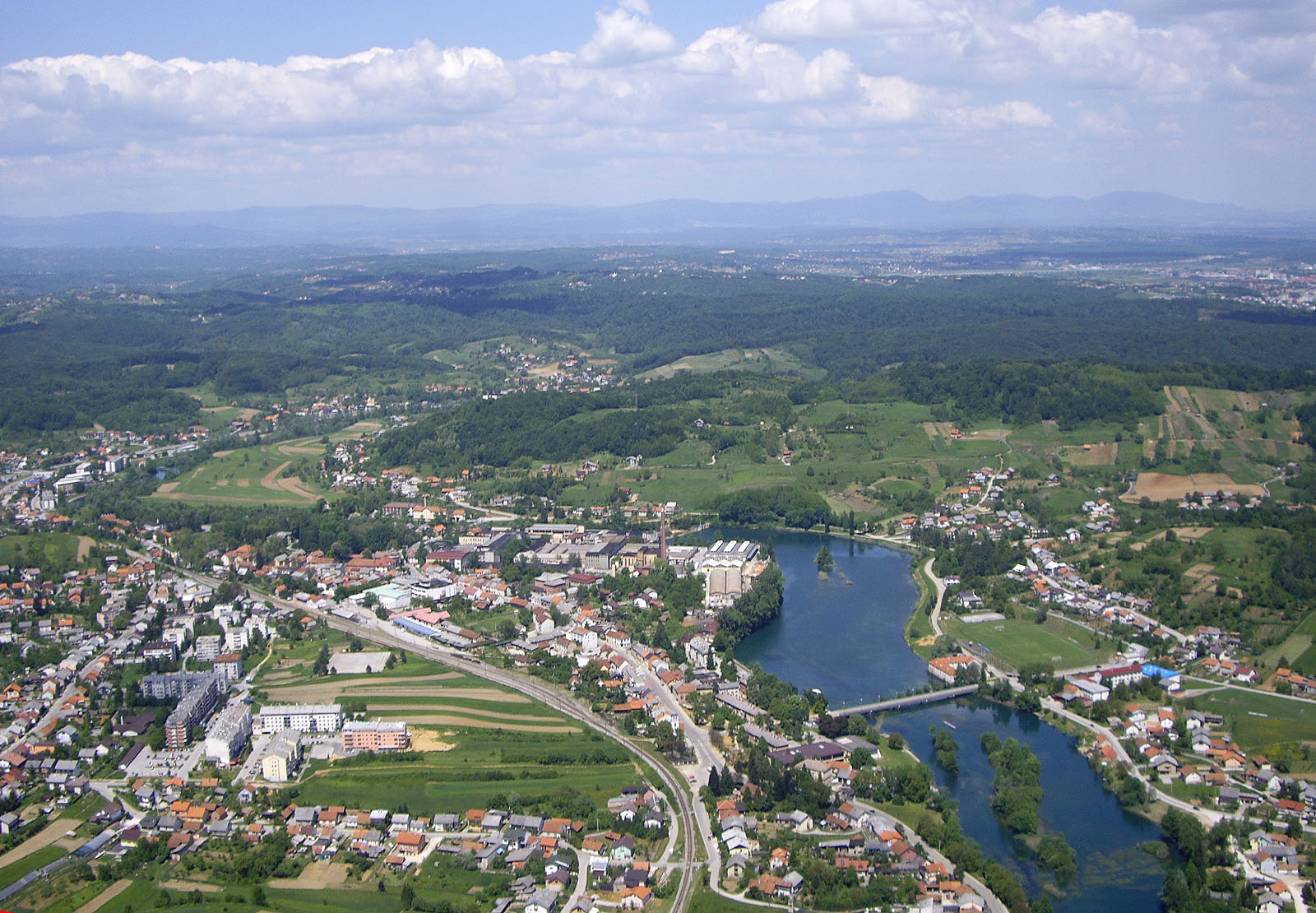
Panorama von Duga Resa (Mai 2008)

## Persönlichkeiten
- Željko Perušić (1936–2017), deutscher Fußballmeister 1966 mit 1860 München
- Antun Stipančić (1949–1991), Tischtennisspieler